# Cobán
Cobán ist eine Stadt in Guatemala und Verwaltungssitz des Departamentos Alta Verapaz sowie der Gemeinde Cobán (Municipio), die 1974 km² umfasst und etwa 250.000 Einwohner hat. In der Stadt leben etwa 90.000 Menschen. Die örtliche Bevölkerung stammt überwiegend von den Maya ab; es gibt aber auch Nachfahren deutscher Einwanderer.

## Lage und Klima
Die Stadt Cobán liegt am Río Cahabón in den größtenteils bewaldeten Bergen der Sierra de Chamá, einem östlichen Ausläufer der Sierra de los Cuchumatanes in einer Höhe von ca. 1320 m; Guatemala-Stadt befindet sich etwa 100 km (Luftlinie), aber ca. 210 km (Fahrtstrecke) südlich. Das Klima ist gemäßigt; Regen (ca. 2500 bis 3500 mm/Jahr) fällt überwiegend in den Monaten Mai bis November.

## Geschichte
Das etwa 200 km nordnordöstlich von Guatemala-Stadt gelegene Hochland von Cobán wurde vor und nach der spanischen Eroberung Mittelamerikas von den kriegerischen Rabinal-Maya beherrscht. Nachdem Pedro de Alvarados Truppen bei dem Versuch gescheitert waren, die Gegend unter Kontrolle zu bringen, überzeugte der Dominikaner Bartolomé de Las Casas die spanische Regierung mit einem Plan zur friedlichen Missionierung der ansässigen Indianer. De las Casas drang entlang der heutigen Nationalstraße 5 über Rabinal in die Region von Cobán vor, die später den Namen Vera paz („wahrhafter Frieden“) erhielt. Heute befinden sich hier die guatemaltekischen Departamentos Alta Verapaz und Baja Verapaz.
Cobán selbst wurde von den Dominikanern gegründet und am 4. August 1538 von Kaiser Karl V. zur Kaiserstadt (ciudad imperial) erhoben. Der Name Cobán entstammt wahrscheinlich von Kekchí von Cob An („Ort im Nebel“ oder „im Regen“). Die ersten Einwohner des Ortes kamen aus den umliegenden Bergen. Im Jahr 1599 wurde Cobán Bischofssitz.
Die für Cobán und Alta Verapaz so bezeichnende Einwanderung von Deutschen begann im Jahr 1863 mit Rudolf Dieseldorff. Das abgelegene, von der Vegetation und vom Klima her Deutschland verblüffend ähnliche Hochland von Cobán zog dann viele weitere deutsche Auswanderer an, die hier beste Bedingungen für den Anbau von Kaffee fanden. Präsident Justo Rufino Barrios Auyón (1873–1885) förderte die Ansiedelung deutscher Bauern und stattete sie mit etlichen Privilegien aus, wobei es auch zu Enteignungen einheimischer Bauern kam, die zwangsläufig in die Dienste ihrer deutschen Herren treten mussten. Im Jahr 1890 befand sich fast die gesamte Kaffeeproduktion der Gegend in deutschen Händen. Die Arbeiter der Fincas wurden mit Geld bezahlt, das ihre deutschen Arbeitgeber selbst emittierten und das nur bei den Handelsbetrieben der jeweiligen Fincas selbst oder anderen ausgewählten Läden Gültigkeit besaß. Auf diese Weise wurde Cobán und Alta Verapaz zu einem fast eigenständigen Wirtschaftsgebiet in Guatemala. Wegen der Bedürfnisse der exportorientierten Wirtschaft wurde mit deutschem Kapital und Fachwissen die Infrastruktur der Region verbessert: Es entstanden Straßen und Eisenbahnlinien (darunter die Verapaz-Eisenbahn), die Cobán mit dem Izabal-See und damit mit den Häfen an der Karibischen See verbanden.
Präsident Jorge Ubico (1931–1944), ein Nazi-Sympathisant und Förderer der inzwischen sehr nationalkonservativ eingestellten deutschen Volksgruppe in Cobán und Alta Verapaz, sah sich gegen Ende des Zweiten Weltkriegs von den USA gezwungen, die deutschen Großgrundbesitzer in Cobán und Umgebung zu enteignen und sie nach Deutschland zurückzuschicken, oft über die Vereinigten Staaten, um gegen alliierte Kriegsgefangene ausgetauscht zu werden. Viele deutschstämmige Guatemalteken leben noch immer in Cobán, da sich ihre Vorfahren schon im 19. Jahrhundert mit der indigenen Bevölkerung vermischt hatten.

## Wirtschaft und Verkehr
Die Menschen in Cobán und Umgebung leben vorwiegend vom Anbau von Kaffee und Kardamom. Vor allem dank einer neuen Landstraße (CA 14), die von El Rancho aus von der Atlantikroute (CA 9) nach Cobán gebaut wurde, hat sich der Tourismus sehr gut entwickelt. Auf diesem Weg sind es 276 km nach Guatemala-Stadt, daneben gibt es noch eine alternative Verbindung über Salamá und Rabinal (Baja Verapaz). Cobán hat auch einen Flugplatz für die Allgemeine Luftfahrt. Cobán ist Ausgangspunkt für Ausflüge zu zahlreichen bekannten Sehenswürdigkeiten und Touristenattraktionen, darunter das natürliche, durch einen Fluss geschaffene Schwimmbad Balneario Las Islas bei San Pedro Carchá, die Grotten von Rey Marcos (Grutas del Rey Marcos) bei San Juan Chamelco, die gigantischen Höhlensysteme Candelaria und Lanquín (Grutas de Lanquín), dessen unterirdischer Fluss in den Río Cahabón mündet, an dem sich auch die berühmte natürliche Kalksteinbrücke von Semuc Champey befindet. Von dort aus werden auch Rafting-Fahrten bis zum Izabal-See angeboten. Südlich von Cobán befindet sich das Quetzal-Biotop „Mario Dary Rivera“ und die Wasserfälle von Chilascó.
Am nordwestlichen Stadtrand von Cobán liegt der Parque Nacional Las Victorias, ein 82 Hektar großer Staatsforst. Am Anfang des Forstes liegt auf einem Hügel der Templo El Calvario. Auf dem Hügel, der über eine prachtvolle Treppe und mit dem Auto auch über eine kleine Straße zu erreichen ist, feiern auch Mayas ihre traditionellen Messen im Freien. Vom Hügel aus hat man eine gute Aussicht auf Teile der Stadt und die Umgebung. Etwas weiter westlich, beim Haupteingang des Parque Nacional, befindet sich die Ermita de Santo Domingo de Guzmán, eine nach dem Schutzpatron von Cobán benannte Wallfahrtskirche.

## Veranstaltungen
Im Mai findet in Cobán der jährliche Marathonlauf statt, der Sportler aus der ganzen Welt anzieht. Im Juli gibt es im Rahmen der landesweiten Ureinwohner-Feiern in Cobán auch einen Schönheitswettbewerb, bei dem unter etwa 100 Mädchen die Rabín Ajau, die „Tochter des Königs“ ausgewählt wird. Cobán ist auch für seine Orchideen bekannt, insbesondere für die Monja Blanca (Lycaste skinneri).